# Platja de Can Dell
La platja de Can Dell, o platja de Candell, és una platja natural del municipi de Sant Feliu de Guíxols (Baix Empordà), situada a l'alçada de la urbanització Puntabrava, rodejada de penya-segats. Orientada al sud-est, té una longitud de 250 m i una amplada mitjana de 10 m, formada per còdols grans. S'hi accedeix per unes escales de pedra des de la urbanització.